# EnCana
EnCana Corporation è una delle più grandi aziende produttrici di gas e petrolio nel mondo. Sia nel 2003 che nel 2004 era l'azienda più vantaggiosa del Canada. Ha circa 3,5 miliardi di dollari nei profitti su 12,2 miliardi di dollari in reddito. Il relativo nome viene da una combinazione delle parole "energia", "Canada" e "Alberta". L'azienda è stata formata nel 2002 con la fusione di PanCanadian e Alberta.
EnCana è coinvolta nelle operazioni ad Alberta, nord-est della Columbia Britannica, golfo del Messico, Ecuador e Mare del Nord.

## Controllo corporativo
I membri correnti del consiglio d'amministrazione dell'azienda sono:
- Michael Chernoff
- Ralph Cunningham
- Patrick Daniel
- Ian Delaney
- William Fatt
- Michael Grandin
- Barry Harrison
- Dale Lucas
- Ken McCready
- Gwyn Morgan
- Valerie Nielsen
- David O'Brien
- Jane Peverett
- Sharp Dennis
- James Stanford